# Курлович Олександр Миколайович
Олександр Миколайович Курлович (біл. Аляксандр Мікалаевіч Курловіч; 28 липня 1961, Гродно, Білоруська РСР, СРСР — 6 квітня 2018, Гродно, Білорусь) — радянський і білоруський важкоатлет, майстер спорту СРСР (1987), робітник фізичної культури та спорту Республіки Білорусь (1992).

## Біографія
Олександр Миколайович Курлович зайнявся важкою атлетикою у дев'ять років під впливом свого старшого брата.
Тренувався у Генадія Олександровича Качкова, швидко розвивався у цьому напрямку. Потім перейшов до Петра Івановича Савицького.
Дебютував на Спартакіаді народів СРСР у 1983 році, де переміг Анатолія Писаренко, встановивши новий світовий рекорд у двоєборстві — 460 кг.
Після розпаду СРСР виступав за Республіку Білорусь.
Учасник трьох Олімпіад. На останній Олімпіаді (Атланта, 1996) виступав з отриманою напередодні травмою і зайняв лише п'яте місце.
У 1983 році закінчив Гродненський державний університет.
Після завершення виступів працював суддею. Був обраний до членства Ради Республіки Національного збору.
Член виконавчої ради EWF.
Помер від серцевої недостатності. Похоронений на алеї почесних поховань центрального міського кладовища свого рідного міста Гродно (Проспект Космонавтів).

## Досягнення
Виступав у суперважкій ваговій категорії:
- двократний олімпійський чемпіон (1988 і 1992);
- чотирикратний чемпіон світу (1987, 1989, 1991 і 1994);
- віцечемпіон світу (1983);
- трикратний чемпіон СРСР (1983, 1989 і 1991);
- переможець Кубку світу (1994).

Встановив 12 світових рекордів.

## Нагороди
- Орден «Знак Пошани»
- Почесний громадянин Гродно